# Astacilla intermedia
Astacilla intermedia es una especie de crustáceo isópodo marino de la familia Arcturidae.

## Distribución geográfica
Se distribuye por el Atlántico nororiental.